# Al-Sailiya SC
Al-Sailiya SC (arabiska: السيلية) är en professionell fotbollsklubb som spelar i den högsta divisionen i Qatar. Klubben grundades 1995.

## Placering senaste säsonger
| Säsong  | Nivå | Liga     | Placering | Referens | Notering |
| ------- | ---- | -------- | --------- | -------- | -------- |
| 2013/14 | 1    | Q-League | 4         | [ 1 ]    |          |
| 2014/15 | 1    | Q-League | 11        | [ 2 ]    |          |
| 2015/16 | 1    | Q-League | 7         | [ 3 ]    |          |
| 2016/17 | 1    | Q-League | 8         | [ 4 ]    |          |
| 2017/18 | 1    | Q-League | 6         | [ 5 ]    |          |
| 2018/19 | 1    | Q-League | 3         | [ 6 ]    |          |
| 2019/20 | 1    | Q-League | 5         | [ 7 ]    |          |
| 2020/21 | 1    | Q-League | 9         | [ 8 ]    |          |
| 2021/22 | 1    | Q-League | 11        | [ 9 ]    |          |
| 2022/23 | 1    | Q-League | 12        | [ 10 ]   |          |

## Färger
| AL SAILIYA | AL SAILIYA |

### Trikåer
| Hemmakit | Hemmakit | Hemmakit |

## Kända spelare
- Ali Jasimi
- Majdi Siddiq
- Mohamed Salah Elneel
- Kara Mbodji